# Cork GAA
Il Cork County Board, più conosciuto come Cork GAA, è uno dei 32 county board irlandesi responsabile della promozione degli sport gaelici nella contea di Cork e dell'organizzazione dei match della propria rappresentativa (Cork GAA è usato anche per indicare le franchige degli sport gaelici della contea) con altre contee. È stata il secondo County Board della GAA ad essere fondato (1886). La franchigia gioca a Páirc Uí Chaoimh ed è particolarmente forte in entrambe le discipline gaeliche: calcio gaelico ed hurling. 
A livello di hurling la squadra gioca annualmente nell'All-Ireland Senior Hurling Championship che ha vinto 30 volte, nell Munster Senior Hurling Championship, conquistato 50 volte e nella National Hurling League, vinta in 14 occasioni. Kilkenny, Cork e Tipperary sono considerate le "Big three" dello sport.
A livello di calcio gaelico invece gioca ogni anno nell'All-Ireland Senior Football Championship, vinto sei volte, nel Munster Senior Football Championship vinto 32 volte e nella National Football League, conquistata in cinque occasioni.

## Colori e stemma
La franchigia ha portato sul petto in genere lo stemma della città di Cork. L'attuale logo adottato per il board e le squadre altro non è che lo stemma cittadino, contraddistinto da un'imbarcazione tra due torri (che rappresentano le antiche fortificazioni della città) ed arricchito con la torre campanaria di Shandon Bells. Lo stemma cittadino richiama fortemente la tradizione portuale di Cork, confermata dal motto in latino "Statio Bene Fida Carinis", che significa proprio "un porto fidato per le imbarcazioni". Lo stemma è completato da due palloni da calcio gaelico incrociati con un paio di hurley.
I colori tradizionali di Cork sono il rosso e il bianco: tuttavia in origine l'impostazione cromatica scelta era ben diversa. Agli albori infatti della creazione del board e delle squadre inter-counties, la squadra giocava in realtà con una divisa caratterizzata da maglia blu con una vistosa C color ambra cucita sul petto, pantaloncini bianchi e calzettoni blu. Il cambio avvenne forzatamente nel 1919: mentre la squadra di hurling preparava la finale All-Ireland del 1919 contro Dublino, le forze armate britanniche irruppero negli uffici del county board in Maylor Street, nel centro di Cork, sequestrando anche le divise della squadra. A causa di questa privazione, l'associazione si trovò costretta a prendere in prestito le maglie di uno dei club affiliati, in particolare il non più esistente "Father O'Leary Temperance Association". Cork vinse poi la partita, interrompendo un periodo di sedici anni senza trofei. A seguito di questa vittoria, la Cork GAA decise di mantenere definitivamente le "fortunate" maglie rosse anche per il futuro.
La combinazione rosso-bianca ha contribuito a rendere nota la squadra di Cork come i "blood and bandage" ("sangue e bendaggio"). La maglia blu è tuttavia ricomparsa altre volte come maglia alternativa o celebrativa. Nel match con Louth nella finale All-Ireland di football del 1957 entrambe le squadre dovettero indossare maglie alternative in quanto tutte e due bianco-rosse: Cork adottò il blu, ma in questo caso solo perché indossò la maglia provinciale del Munster. Nel 1976 i calciatori di Cork furono coinvolti in un incidente divenuto noto come the three stripes affair ("la questione delle tre strisce"). Prima della finale provinciale del Munster alla squadra fu offerto di indossare un set fornito dalla multinazionale Adidas, cosa che la squadra accettò di fare. L'utilizzo di queste divise causò notevoli controversie, poiché l'opinione pubblica credeva che avrebbero minato la visibilità dei produttori irlandesi in uno sport prettamente autoctono
Sebbene non siano molto frequenti negli sport gaelici a livello di inter-county le divise alternative, Cork ha sempre avuto occasione di indossare seconde maglie. Tendenzialmente il change kit di Cork è interamente bianco con dettagli rossi: i casi più noti sono la finale di calcio gaelico 1973 quando Cork batté Galway vincendo per la quarta volta. Il bianco fu indossato ancora nella finale di football 2010, dove Cork vinse nuovamente contro Down, ottenendo il settimo titolo. Non ci sono state altre occasioni successivamente in competizioni ufficiali.

## Hurling
La squadra è la seconda più titolata d'Irlanda alle spalle di Kilkenny. Ha vinto finora 30 All-Ireland e 50 titoli del Munster. La squadra degli anni quaranta è ritenuta una delle migliori della storia (infatti ha vinto quattro titoli di fila, fatto ripetuto da Kilkenny tra 2006 e 2009) anche se ci sono molti oppositori al riguardo che obiettano la mancata partecipazione alle finali del 1941 delle avversarie (che mandarono altri team a fare le loro veci) per disagi interni.

### Rivalità e tifosi

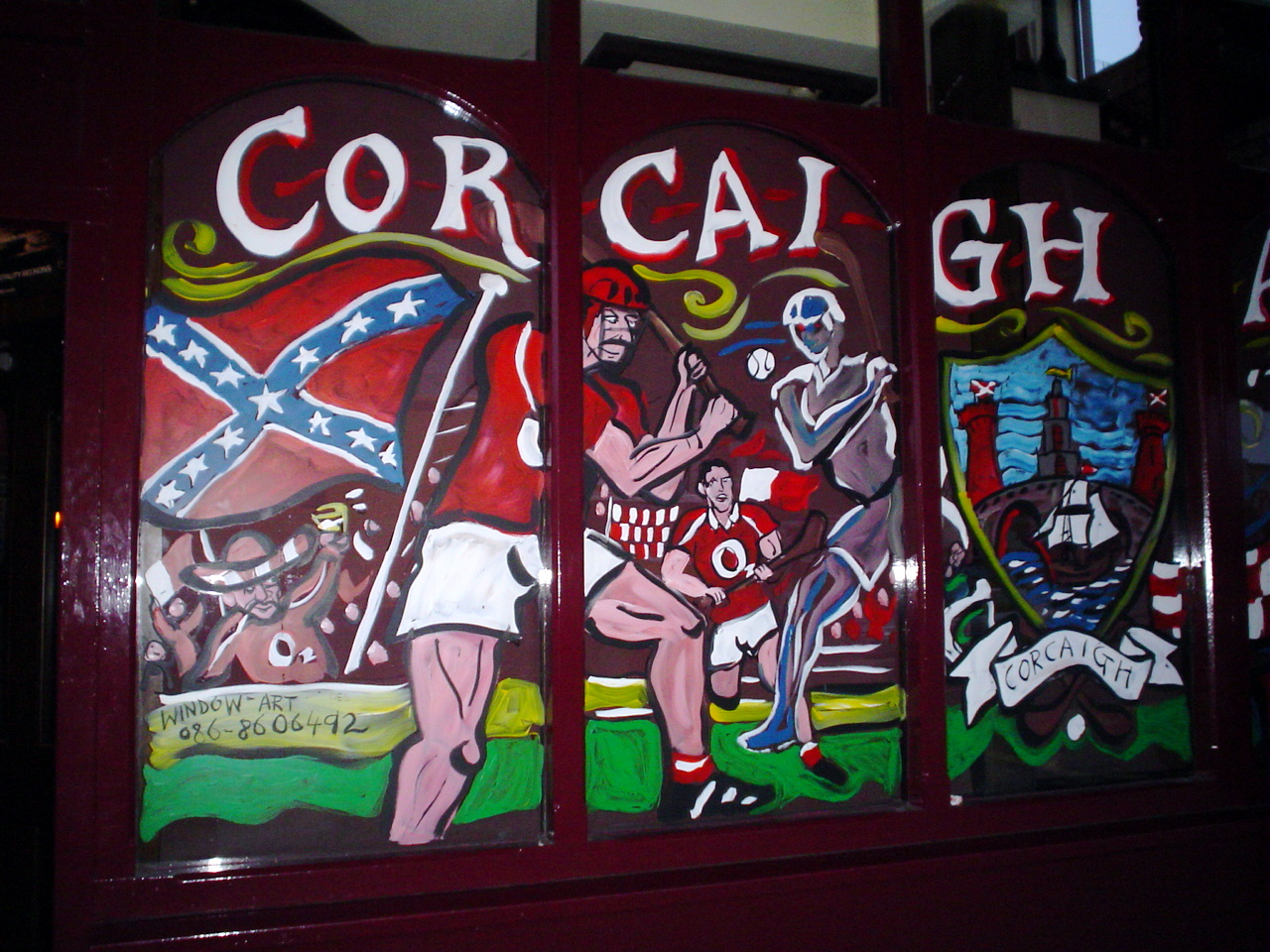
Finestra dipinta di Cork che celebra la squadra di hurling

A livello di hurling sussiste una grandissima rivalità tra Tipperary e Cork nel Munster Championship, con le due squadre che si sono affrontate molto spesso in finale dando vita a gare spettacolari. Infatti la finale a Semple Stadium tra i due team è conosciuta come "The classic final". Una certa rivalità, maturata recentemente, sussiste anche con Waterford con cui Cork disputò nel 2004 e perdendola, quella che è ritenuta essere la più spettacolare finale della storia del torneo provinciale.
A livello nazionale la maggiore rivalità è quella con Kilkenny, la squadra più titolata. Si dice che Kilkenny vinca le partite classiche mentre Cork quelle all'ultimo sangue. In anni recenti le due formazioni si sono confrontate spessissimo in finale negandosi reciprocamente la possibilità di vincere tre titoli consecutivi. Nel 2004 gioì Cork nel 2006 Kilkenny che oltretutto, battendo Waterford nella finale del 2008, è ritornata la rappresentativa col maggior numero di titoli nazionali, incrementato dalla conquista del trofeo l'anno successivo. Ora la differenza è di quattro titoli, Kilkenny è a quota 34, Cork 30.
I tifosi di Cork sono quelli più appassionati e seguono in massa la squadra. Oltre a questo sono quelli che delle altre contee GAA portano il maggior numero di bandiere allo stadio: sempre bianche e rosse ma di forme diverse le une dalle altre.

### Titoli
- All-Ireland Senior Hurling Championships: 30
  - 1890, 1892, 1893, 1894, 1902, 1903, 1919, 1926, 1928, 1929, 1931, 1941, 1942, 1943, 1944, 1946, 1952, 1953, 1954, 1966, 1970, 1976, 1977, 1978, 1984, 1986, 1990, 1999, 2004, 2005
- All-Ireland Under-21 Hurling Championships: 11
  - 1966, 1968, 1969, 1970, 1971, 1973, 1976, 1982, 1988, 1997, 1998
- All-Ireland Minor Hurling Championships: 18
  - 1928, 1937, 1938, 1939, 1941, 1951, 1964, 1967, 1969, 1970, 1971, 1974, 1978, 1979, 1985, 1995, 1998, 2001
- All-Ireland Intermediate Hurling Championships: 7
  - 1965, 1997, 2001, 2003, 2004, 2006, 2009
- All-Ireland Junior Hurling Championships: 11
  - 1912, 1916, 1925, 1940, 1947, 1950, 1955, 1958, 1983, 1987, 1994
- All-Ireland Vocational Schools Championship: 9
  - 1970(Cork County) 1996, 1997, 1998, 2000, 2005, 2006, 2007, 2008, 2009
- National Hurling Leagues: 14
  - 1926, 1930, 1940 1941, 1948, 1953, 1969, 1970, 1972, 1974, 1980, 1981, 1993, 1998
- Munster Senior Hurling Championships: 50
  - 1890, 1892, 1893, 1894, 1901, 1902, 1903, 1904, 1905, 1907, 1912, 1915, 1919, 1920, 1926, 1927, 1928, 1929, 1931, 1939, 1942, 1943, 1944, 1946, 1947, 1952, 1953, 1954, 1956, 1966, 1969, 1970, 1972, 1975, 1976, 1977, 1978 1979, 1982, 1983, 1984, 1985, 1986, 1990, 1992, 1999, 2000, 2003, 2005, 2006
- Munster Under-21 Hurling Championships: 18
  - 1966, 1968, 1969, 1970, 1971, 1973, 1975, 1976, 1977, 1982, 1988, 1991, 1993, 1996, 1997, 1998, 2005, 2007
- Munster Minor Hurling Championships: 30
  - 1928, 1936, 1937, 1938, 1939, 1941, 1951, 1964, 1966, 1967, 1968, 1969, 1970, 1971, 1972, 1974, 1975, 1977, 1978, 1979, 1985, 1986, 1988, 1990, 1994, 1995, 1998, 2000, 2004, 2005, 2006
- Munster Junior Hurling Championships: 21
  - 1912, 1916, 1923, 1925, 1929, 1932, 1937, 1938, 1940, 1947, 1950, 1955, 1958, 1959, 1960, 1983, 1984, 1987, 1992, 1994, 1996
- Munster Intermediate Hurling Championships: 11
  - 1964, 1965, 1967, 1969, 1997, 1999, 2001, 2003, 2004, 2005, 2006, 2009
- Centenary Cup: 1
  - 1984

## Calcio gaelico
Lo sport è il secondo più praticato della contea anche se è molto popolare a Cork e a Ovest, vista la vicinanza con Kerry. Le due squadre si confrontano spessissimo nel campionato provinciale e malgrado spesso abbia ottimi giocatori e un buon gioco, Cork riesce raramente a trionfare. Come diretta conseguenza Cork è ritenuta l'eterna seconda del Munster.

### Rivalità

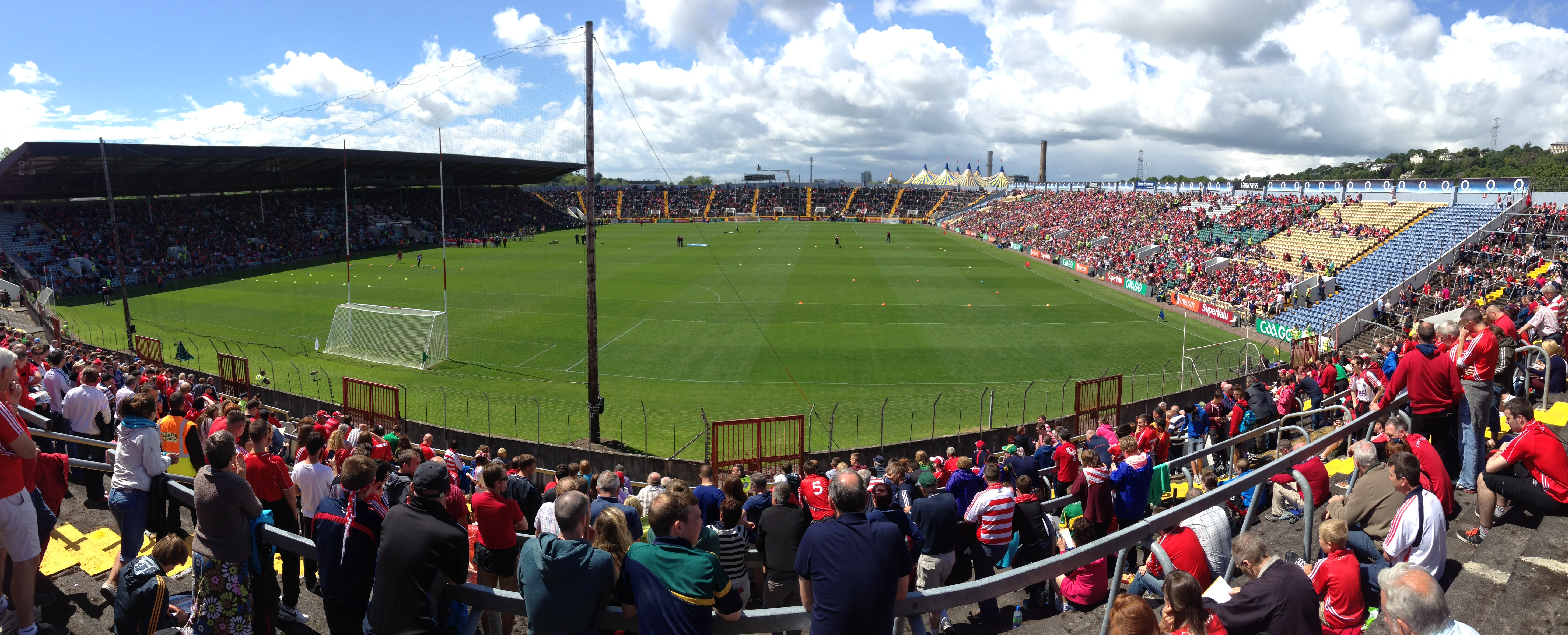
Cork-Kerry del 2014

Ovviamente la maggiore rivalità sussiste con Kerry con cui la formazione si cimenta spessissimo, spesso uscendo sconfitta soprattutto nelle All-Ireland Finals dove Kerry ha sempre trionfato. Un'altra grande rivalità esiste con Meath anche se è un po' spenta dal 1999, anno in cui i team si affrontarono in finale. È leggermente ricresciuta nel 2007, quando Cork batté proprio Meath in semifinale per poi essere umiliata da Kerry.
Visto il maggior successo dell'hurling il numero di tifosi al seguito della squadra di calcio gaelico è minore, ma non certo piccolo. Infatti quasi tutte le altre squadre di gaelic football delle contee irlandesi vorrebbero avere un seguito del genere. I tifosi, che spesso assistono ai match con la bandiera confederate, spesso si recano anche ad altre partite per tifare per quella squadra che ritengono più debole. Ovviamente da queste partite esce la squadra che la propria formazione affronterà al turno successivo. Questo avvenne nel 2009, quando tifarono per Limerick e Tyrone, entrambe sfidanti di Kerry, alle All-Ireland Finals.

### Titoli vinti
- All-Ireland Senior Football Championships: 7
  - 1890, 1911, 1945, 1973, 1989, 1990, 2010
- All-Ireland Under-21 Football Championships: 11
  - 1970, 1971, 1980, 1981, 1984, 1985, 1986, 1989, 1994, 2007, 2009
- All-Ireland Minor Football Championships: 10
  - 1961, 1967, 1968, 1969, 1972, 1974, 1981, 1991, 1993, 2000
- All-Ireland Junior Football Championships: 14
  - 1951, 1953, 1955, 1964, 1972, 1984, 1987, 1989, 1990, 1993, 1996, 2001, 2005, 2007, 2009
- All-Ireland Vocational Schools Championships:
  - 1961(Cork City), 1991, 1994, 2008, 2010
- National Football Leagues: 6
  - 1952, 1956, 1980, 1989, 1999, 2010
- Munster Senior Football Championships: 37
  - 1890, 1891, 1893, 1894, 1897, 1899, 1901, 1906, 1907, 1911, 1916, 1928, 1943, 1945, 1949, 1952, 1956, 1957, 1966, 1967, 1971, 1973, 1974, 1983, 1987, 1988, 1989, 1990, 1993, 1994, 1995, 1999, 2002, 2006, 2008, 2009, 2012
- Munster Under-21 Football Championships: 21
  - 1963, 1965, 1969, 1970, 1971, 1974, 1979, 1980, 1981, 1982, 1984, 1985, 1986, 1989, 1994, 2001, 2004, 2005, 2006, 2007, 2009
- Munster Minor Football Championships: 30
  - 1939, 1952, 1959, 1960, 1961, 1964, 1966, 1967, 1968, 1969, 1971, 1972, 1973, 1974, 1976, 1977, 1981, 1983, 1985, 1986, 1987, 1991, 1992, 1993, 1999, 2000, 2001, 2005, 2007, 2010
- Munster Junior Football Championships: 26
  - 1911, 1932, 1933, 1940, 1951, 1953, 1955, 1957, 1962, 1964, 1966, 1970, 1971, 1972, 1984, 1986, 1987, 1989, 1990, 1992, 1993, 1996, 2001, 2005, 2007, 2009
- McGrath Cups: 5
  - 1998, 1999, 2006, 2007, 2009
- Dr. Croke Cups:  1
  - 1902

### Club
Nonostante a livello intercounty Cork figuri spesso dietro a Kerry, a livello di club può vantare uno dei campionati più interessanti e di primo ordine di tutta l'isola e ribalta la situazione anche a livello provinciale con i vicini rivali. Cork infatti vanta il più alto numero di titoli nazionali vinti per club, ben 11, 7 dei quali conseguiti dal noto club Nemo Rangers, il più titolato d'Irlanda. Gli altri quattro sono stati vinti da un'altra compagine particolarmente prestigiosa, il St. Finbarr's GAA (3), terzo club più titolato dell'isola e l'O'Donovan Rossa (1). Anche a livello provinciale i club di Cork dominano, con 26 titoli totali, contro i 14 dei club del Kerry: come bacheche individuali, i trofei del Nemo Rangers (16) sono più del doppio della squadra più titolata a livello provinciale fuori dai confini della contea, il Dr. Crokes GAA sempre di Kerry.